# Kraina jutra
Kraina jutra (ang. Tomorrowland) – amerykański film przygodowy z 2015 roku w reżyserii Brada Birda. Scenariusz napisali Brad Bird i Damon Lindelof.
Muzykę do filmu skomponował Michael Giacchino, zmontowali go Walter Murch i Craig Wood, a autorem zdjęć był Claudio Miranda.
Nastolatka Casey (Britt Robertson) oraz rozczarowany swoim życiem Frank (George Clooney) wyruszają, by odkryć miejsce, gdzie wszystko jest możliwe.
Budżet filmu wyniósł 190 milionów USD, wpływy wyniosły 209 milionów.
Film uzyskał kilka nominacji do różnych nagród.

## Obsada
- George Clooney jako Frank Walker
- Hugh Laurie jako David Nix
- Britt Robertson jako Casey Newton
- Raffey Cassidy jako Athena
- Tim McGraw jako Eddie Newton
- Kathryn Hahn jako Ursula
- Keegan-Michael Key jako Hugo Gernsback
- Judy Greer
- Paul McGillion